# 小行星4453
小行星4453（4453 Bornholm）是一颗绕太阳运转的小行星，为主小行星带小行星。该小行星于1988年11月3日发现。

## 轨道参数
小行星4453的轨道半长轴为2.9936150 UA，离心率为0.105。